# Prawda (obwód sachaliński)
Prawda (ros. Правда) – osiedle w Rosji, w obwodzie sachalińskim, w rejonie chołmskim. W 2010 liczyło 2034 mieszkańców.